# Jaime Álvarez-Buylla Menéndez
Jaime Álvarez-Buylla Menéndez (Oviedo, 22 de julio de 1931-Oviedo, 2 de julio de 2020) fue un médico traumatólogo español. Presidente de la Sociedad Filarmónica de Oviedo.

## Biografía
Los orígenes de la saga Álvarez-Buylla se remontan al año 1500, en la localidad de San Martín de Podes, una aldea asturiana perteneciente al Concejo de Gozón.
Nació en la calle Cabo Noval de la capital del Principado de Asturias.
Realizó sus estudios primarios en el colegio Loyola (Padres Escolapios) de Oviedo. La Revolución de Asturias de 1934 , obligó a Jaime Álvarez-Buylla a abandonar Oviedo junto con su familia, e irse a vivir a las localidades de Castropol y a Navia.
Cursó estudios de solfeo y piano en el Conservatorio de Oviedo. Tras realizar la licenciatura de Medicina en la Universidad de Valladolid, se trasladó a Madrid, donde residió cuatro años, especializándose en Traumatología en la Clínica Nacional del Trabajo.
Ya de regreso en Oviedo, puso en marcha el Servicio de Fisioterapia y Rehabilitación en el Ambulatorio dependiente de la antigua Caja Nacional. Dirigió la recién inaugurada Residencia de Nuestra Señora de Covadonga, centro de rehabilitación pionero en España. Fue pionero en la medicina laboral, especialmente en la de rehabilitación, con las piscinas que el Servicio de rehabilitación del Hospital de Asturias tenía en el Cristo, y que en su momento estuvieron consideradas como las mejores de Europa.
En 1999 fue nombrado presidente de la Sociedad Filarmónica de Oviedo, que había sido fundada por su abuelo a comienzos del siglo XX. Comenzó primero como secretario de la Junta Directiva, y posteriormente la presidió en una época dura, en la que supo mantenerla a flote.
Colaboró durante años como articulista en el diario asturiano La Nueva España.
Casado con Margarita Álvarez-Santullano, el matrimonio tuvo dos hijos: Jaime y Manuel.
Pocos días antes de su fallecimiento, sufrió una caída en su domicilio que le causó una fractura en el brazo, días después sufrió una embolia pulmonar y pasadas las once de la noche del 2 de julio, falleció en el Centro Médico de Asturias.